# Ierse hereniging

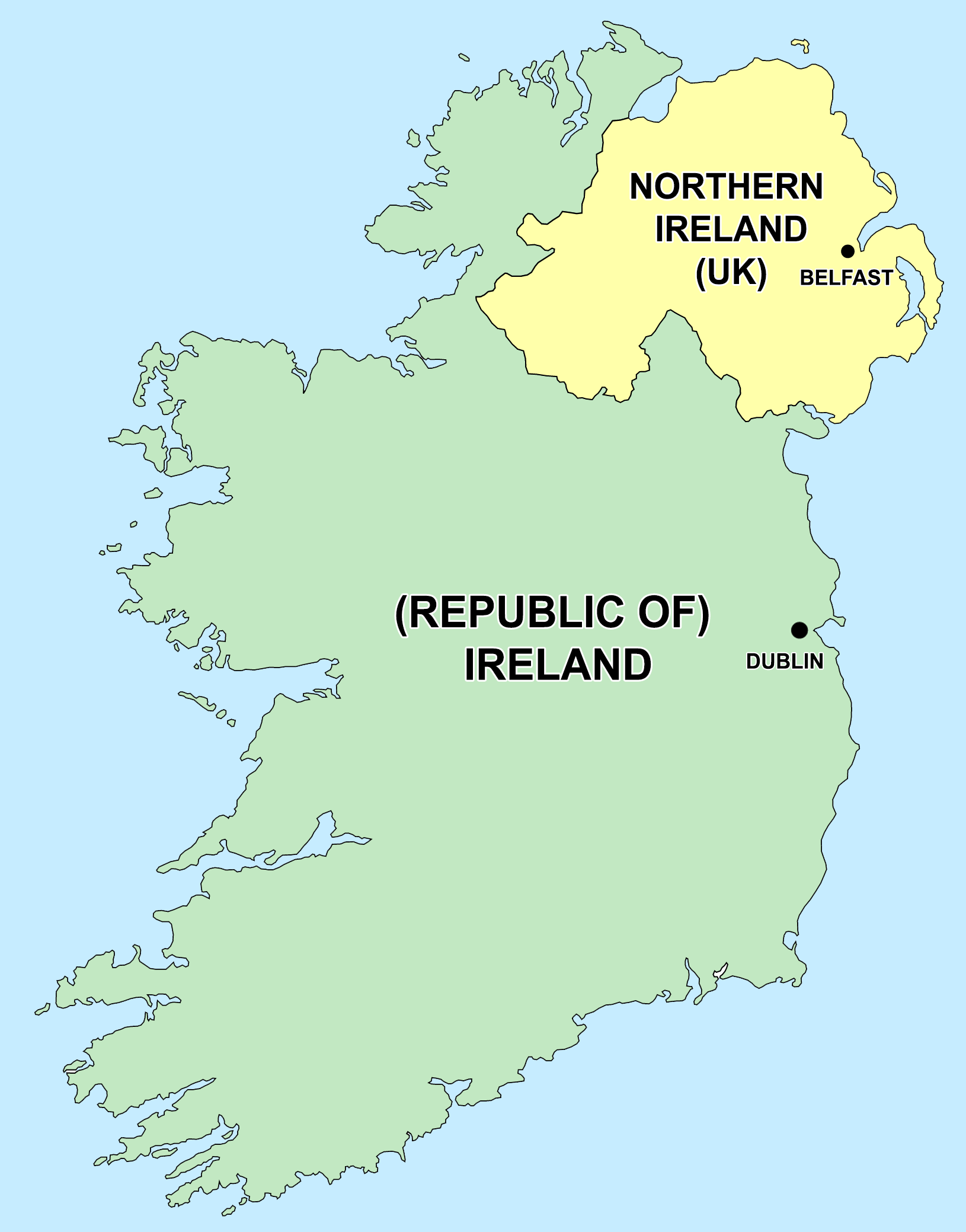
Kaart van de Republiek Ierland en Noord-Ierland met hun hoofdsteden.

Ierse hereniging, ook wel Verenigd Ierland genoemd, is de term die gebruikt wordt om te verwijzen naar het idee dat het hele eiland Ierland één soevereine staat zou moeten zijn. Sinds 1921 is het eiland staatkundig verdeeld. Het grootste deel vormt de soevereine Republiek Ierland. Het noord-oosten van het eiland maakt als Noord-Ierland deel uit van het Verenigd Koninkrijk. Het bereiken van een verenigd Ierland is een centraal principe van het Ierse nationalisme, zowel van reguliere politieke partijen als van dissidente en paramilitaire organisaties. Unionisten (ook wel loyalisten) zijn er daarentegen voorstander van dat Noord-Ierland deel blijft uitmaken van het Verenigd Koninkrijk, en zijn daarmee tegen Ierse hereniging.

## Geschiedenis
Traditioneel bestond Ierland uit 32 graafschappen in vier provincies. Het eiland is staatkundig opgesplitst sinds mei 1921. Met de invoering van de Government of Ireland Act 1920 werd toen de politieke en bestuurlijke eenheid Noord-Ierland gevormd, als onderdeel van het Verenigd Koninkrijk. Noord-Ierland omvat zes van de negen graafschappen van de historische Ierse provincie Ulster. De drie overige graafschappen bleven onderdeel van de republiek Ierland. In Noord-Ierland was de meerderheid van de bevolking protestant. Dit in tegenstelling tot de republiek Ierland, waar er een grote katholieke meerderheid was.
Het Anglo-Ierse Verdrag, dat in december 1922 leidde tot de oprichting van de Ierse Vrijstaat, bevestigde dat Noord-Ierland deel van het Verenigd Koninkrijk zou blijven. Dit was in Ierland omstreden. In de jaren 1930 kwam in Ierland de partij Fianna Fáil aan de macht. Deze partij was tegen de opsplitsing en voerde een nieuwe grondwet in die Ierse soevereiniteit over het hele eiland opeiste.
Het paramilitaire Ierse Republikeinse Leger (IRA) streefde met geweld naar een verenigd Ierland, met name tijdens het conflict met Britse veiligheidstroepen en loyalistische (unionistische)  paramilitairen van de jaren 1960 tot 1990. Deze periode staat bekend als The Troubles

## Goedevrijdagakkoord en Brexit
Het Goedevrijdagakkoord maakte in 1998 een eind aan dit conflict dat meer dan 3500 slachtoffers onder burgers en gewapende deelnemers had geëist.  Het akkoord werd gesloten tussen de regeringen van Ierland en het Verenigd Koninkrijk; het werd door de bevolking van de Republiek Ierland en Noord-Ierland in referenda geaccepteerd. Het Goedevrijdagakkoord erkende dat het verlangen naar een verenigd Ierland legitiem was, maar dat dit alleen kon worden bereikt met de instemming van een meerderheid van de bevolking van Noord-Ierland. Als onderdeel van het akkoord gaf de Republiek Ierland haar in de grondwet vastgelegde streven naar een herenigd Ierland op.
Toen het Verenigd Koninkrijk in 2016 besloot om de Europese Unie (EU) te verlaten, riep de nationalistische partij Sinn Féin op tot een referendum over een verenigd Ierland omdat Brexit zou kunnen leiden tot een harde grens tussen Noord-Ierland en de Republiek Ierland. Het ontbreken van zo'n grens toen beide landen lid waren van de EU, was een van de pijlers onder het Goedevrijdagakkoord.  Anno 2023 hebben de EU, Ierland en het Verenigd Koninkrijk een harde grens nog steeds weten te voorkomen.

## Demografische en politieke veranderingen
De bevolking van Noord-Ierland bestond gedurende het grootste deel van zijn geschiedenis voor de meerderheid uit protestanten, die traditioneel bijna allemaal voorstander waren van de unie met Groot-Brittannië. In de Noord-Ierse politiek hadden unionistische partijen altijd de meerderheid. Sinds 2021 vormen katholieken de meerderheid van de bevolking in Noord-Ierland. De unionistische partijen hebben niet meer de meerderheid in de Noord-Ierse Assemblee en de lokale politiek. Godsdienstige achtergrond is echter maar een indicatie van de positie die kiezers innemen met betrekking tot Ierse hereniging.
In Ierland is de steun voor de nationalistische partij Sinn Féin toegenomen. De partij is nog steeds uitgesproken voor Ierse hereniging.
| Vlag | Gebied            | Hoofdstad | Inwoners  | Oppervlakte (km²) | Munteenheid | Telefoon |
| ---- | ----------------- | --------- | --------- | ----------------- | ----------- | -------- |
|      | Republiek Ierland | Dublin    | 5.176.569 | 69.825            | Euro        | 353      |
|      | Noord-Ierland     | Belfast   | 1.893.700 | 13.793            | Britse pond | 44       |
|      | Ierland           |           | 6.380.661 | 84.421            |             |          |